# Umberslade Hall
Umberslade Hall est un manoir du XVIIe siècle transformé en appartements résidentiels situé à Nuthurst près de Tanworth à Arden, dans le Warwickshire. Il s'agit d'un bâtiment classé Grade II*.

## Histoire
La famille Archer obtient le manoir d'Umberslade par Henri II au XIIe siècle et en conserve la possession pendant environ 600 ans.
L'ancien manoir est remplacé entre 1695 et 1700 lorsque Francis Smith de Warwick (en) construit le nouveau manoir pour Andrew Archer, député du Warwickshire. Le domaine passe à son fils Andrew Archer (2e baron Archer), après sa mort en 1778, il est finalement confié à sa fille Sarah, comtesse de Plymouth. En 1751, Horace Walpole visite le domaine et le qualifie d'endroit odieux .
Le domaine est vendu en 1826 à Edward Bolton King, député de Warwick et du comté de Warwick, au cours duquel l'ancienne chapelle de Nuthurst, près de Hockley Heath est reconstruite et un terrain est donné pour une église et une école à Hockley Heath. À partir de 1850, la maison est louée par George Muntz, député de Birmingham. Après sa mort en 1857, son fils George Frederick achète le domaine et agrandit et améliore considérablement la maison. Pendant ce temps, Muntz junior fait construire une église sur le domaine, l'église baptiste d'Umberslade, qui existe à ce jour séparément de la maison. En 1881 la maisonnée compte trente personnes dont treize domestiques résidents. Frederick Ernest Muntz, qui hérite du domaine en 1898, est haut shérif du Warwickshire en 1902 et sous -lieutenant. Le domaine, très réduit, reste la propriété de la famille Muntz.
À partir des années 1960, la maison est louée à des locataires commerciaux, notamment à partir de 1967 BSA Motorcycles - Triumph Motorcycles, pour fusionner leurs différents départements de conception et de développement en un point central, à peu près à égale distance de leurs bases de fabrication à Meriden, Redditch et Small Heath. Auparavant, le site est utilisé de la même manière par un fabricant industriel de composants automobiles, Wilmot Breedon .
En 1978, il est transformé en douze appartements et deux petites maisons .